# Zebralla!
Zebralla! – Eine groteske Familien-Serie ist eine 12-teilige Sitcom von Frank Lüdecke, die von 2000 bis 2001 in der ARD ausgestrahlt wurde. Produziert wurde die Sendung im Kabarett-Theater Die Wühlmäuse.

## Handlung
Ingo Zebralla bekommt an Heiligabend überraschenden Besuch von seinen atheistischen Eltern Jürgen und Gertrud Zebralla. Sie offenbaren ihrem Sohn, dass sie sich nach 40 Jahren Ehe scheiden lassen wollen. Zudem möchte Jürgen Zebralla mit fast 65 Jahren nochmal Politologie an der Uni studieren und zieht daher – vorübergehend – bei seinem Sohn ein. Im folgenden Verlauf der Sendung kommt es immer wieder zu Konflikten, allen voran zwischen dem eher spießigen und materiell eingestellten Ingo und seinem gewerkschaftsnahen und altrebellischen Vater. Weiterhin finden Szenen unter anderem an der Uni, im (Internet-)Restaurant, in der Bank und einem Computerladen statt, wo Jürgen Zebralla regelmäßig aneckt.

## Aufbau der Episoden
Jürgen Zebralla trifft stetig für sein Alter untypische Entschlüsse, die von seinem Sohn stets missbilligt werden. Dabei kommt es häufig zu einer Rollenverkehrung, bei der Jürgen als rebellischer Jugendlicher auftritt und seine Entschlüsse gegen den Widerstand seines Sohnes durchsetzt. In der realen Welt kann sich der altmodische und naive Jürgen nur selten durchsetzen und wird häufig von seinem Gegenüber nicht ernst genommen. Die ihm entgegengebrachten Argumente wandelt er im Verlauf der Episoden ab und bringt diese später – als eigene Meinung – gegenüber seiner Familie vor.

## Mitwirkende
Dargestellt wurden die Szenen zum großen Teil von Mitgliedern des von Hallervorden geleiteten Kabarettensembles Die Wühlmäuse. In der Sendung wirkten unter anderem folgende Darsteller mit: Sophie Adell, Marc Bischoff, Jutta Boll, Manfred Breschke, Lorenz Claussen, Gabi Decker, Tom Deininger, Harald Effenberg, Evelyn Gressmann, Christian Habekost, Wilfried Herbst, Ernst Hilbich, Aykut Kayacık, Lotti Krekel, H. H. Müller, Robert Munzinger, Nikolaus Okonkwo, Lars Pape, Eberhard Prüter, Peter Scollin und Nicolai Tegeler.

## Episodenliste
| Folge | Titel              | Erstausstrahlung  |
| ----- | ------------------ | ----------------- |
| 1     | Das Fest der Liebe | 19. Dezember 2000 |
| 2     | Der Vertrag        | 2. Januar 2001    |
| 3     | Das Sabbat-Jahr    | 9. Januar 2001    |
| 4     | Die Referatsgruppe | 16. Januar 2001   |
| 5     | Rentner ohne Bafög | 23. Januar 2001   |
| 6     | Besuch aus Bonn    | 30. Januar 2001   |
| 7     | Geld ist gut       | 13. Februar 2001  |
| 8     | Das Casting        | 20. Februar 2001  |
| 9     | Das Tiefgefrorene  | 1. Mai 2001       |
| 10    | Junge Unternehmer  | 8. Mai 2001       |
| 11    | Kleine Ganoven     | 15. Mai 2001      |
| 12    | Der Auszug         | 22. Mai 2001      |

## DVD-Veröffentlichung
Die komplette Serie ist in der am 7. Dezember 2012 erschienenen DVD-Sammlung Die große Hallervorden Fernseh-Edition enthalten. Seit 22. Mai 2015 ist Zebralla! auch auf 2 DVDs mit einer Spieldauer von 348 Minuten separat erhältlich.

## Theateradaption
Am 4. Februar 2010 feierte das Theaterstück Zebralla! – Familienangelegenheiten ohne Familie im Schlosspark Theater in Berlin seine Uraufführung. Neben Dieter Hallervorden als Jürgen Zebralla trat aus der alten Besetzung auch Harald Effenberg als Pfarrer auf. Ingo Zebralla wurde von Jörg Zuch und Gertrud Zebralla von Jutta Eckhardt dargestellt.